# Julieta Pareja
Julieta Pareja (Carlsbad, 18 febbraio 2009) è una tennista statunitense.

## Biografia
Julieta Pareja è nata a Carlsbad, in California, dal padre Pablo e dalla madre Adriana. É di origini colombiane; suo padre è statunitense di prima generazione nato a sua volta da un padre colombiato immigrato, mentre sua madre è originaria di Bogotá. Ha due sorelle maggiori, Raquel e Antonia, anche loro tenniste.
É allenata dal tennista argentino Agustín Velotti.

## Carriera

### Junior
Nel luglio 2024, ha vinto due titoli consecutivi alla J100 Copa Ciudad a Medellín e la the J200 Copa Liga de Tenis di Bogotá. Nello stesso anno, ha rappresentato gli Stati Uniti d'America alla Junior Billie Jean King Cup ed ha vinto il torneo insieme a Tyra Caterina Grant e Kristina Penickova. Nel marzo 2025, ha vinto il J300 Fila International Junior Championships ad Indian Wells.

### Professionismo, 2024-2025: debutto e prima semifinale WTA
Julieta Pareja ha vinto 1 titolo in singolare nel circuito ITF in carriera. Il 7 aprile 2025, ha raggiunto il best ranking in singolare raggiungendo la 335ª posizione mondiale, e il 7 ottobre 2024 ha raggiunto la 1489ª posizione mondiale in doppio.
Nel giugno 2024, ha vinto il suo primo titolo professionistico nel circuito ITF nel $15k SoCal Pro Series a Rancho Santa Fe, e diventa la tennista più giovane della storia a vincere l'edizione femminile del SoCal Pro Series. Ad agosto, riceve una wildcard per le qualificazioni degli US Open. Riesce a sconfiggere le più quotate Kayla Day e Lucrezia Stefanini, per poi arrendersi nel turno decisivo dall'australiana Kimberly Birrell.
Nel marzo 2025, riceve una wildcard per le qualificazioni del BNP Paribas Open, dove ne esce sconfitta all'esordio da Ajla Tomljanović. Qualche settimana dopo, riesce a qualificarsi per il suo primo main draw alla Copa Colsanitas, diventando la prima tennista nata nel 2009 a competere e a vincere un incontro nel WTA Tour. Al suo debutto, raggiunge la sua prima semifinale WTA dopo le sue vittorie sulla wildcard María José Sánchez Uribe, la lucky loser Patricia Maria Țig, e la francese Léolia Jeanjean, diventando la più giovane semifinalista in un torneo WTA da Coco Gauff all'Upper Austria Ladies Linz Open 2019. Nel penultimo atto è sconfitta dalla qualificata polacca Katarzyna Kawa in due set.

## Statistiche ITF

### Singolare

#### Vittorie (1)
| Torneo $100.000 (0) |
| Torneo $80.000 (0)  |
| Torneo $60.000 (0)  |
| Torneo $40.000 (0)  |
| Torneo $25.000 (0)  |
| Torneo $15.000 (1)  |

| N. | Data           | Torneo                                   | Superficie | Avversaria in finale | Punteggio     |
| 1. | 23 giugno 2024 | SoCal Pro Series at RSF, Rancho Santa Fe | Cemento    | Kimmi Hance          | 5-7, 6-1, 6-4 |

#### Sconfitte (1)
| Torneo $100.000 (0) |
| Torneo $80.000 (0)  |
| Torneo $60.000 (0)  |
| Torneo $40.000 (0)  |
| Torneo $25.000 (1)  |
| Torneo $15.000 (0)  |

| N. | Data            | Torneo                                | Superficie | Avversaria in finale | Punteggio |
| 1. | 13 ottobre 2024 | Bakersfield Women's Open, Bakersfield | Cemento    | Amelia Honer         | 4–6, 3–6  |

## Grand Slam Junior

### Singolare

#### Sconfitte (1)
| Tornei del Grande Slam  |
| ----------------------- |
| Australian Open (0)     |
| Open di Francia (0)     |
| Torneo di Wimbledon (1) |
| US Open (0)             |

| N. | Data           | Torneo                      | Superficie | Avversaria in finale | Punteggio |
| 1. | 12 luglio 2025 | Torneo di Wimbledon, Londra | Erba       | Mia Pohánková        | 3-6, 1-6  |

### Doppio

#### Sconfitte (1)
| Tornei del Grande Slam  |
| ----------------------- |
| Australian Open (0)     |
| Open di Francia (0)     |
| Torneo di Wimbledon (1) |
| US Open (0)             |

| N. | Data           | Torneo                      | Superficie | Compagna    | Avversarie in finale                   | Punteggio |
| 1. | 13 luglio 2025 | Torneo di Wimbledon, Londra | Erba       | Thea Frodin | Kristina Penickova Vendula Valdmannová | 4-6, 2-6  |